# Orsans (Doubs)
Orsans – miejscowość i gmina we Francji, w regionie Burgundia-Franche-Comté, w departamencie Doubs.
Według danych na rok 1990 gminę zamieszkiwały 102 osoby, a gęstość zaludnienia wynosiła 12 osób/km² (wśród 1786 gmin Franche-Comté Orsans plasuje się na 641. miejscu pod względem liczby ludności, natomiast pod względem powierzchni na miejscu 527.). 